# Tetrataenium
Tetrataenium es un género de plantas perteneciente a la familia de las apiáceas.

## Taxonomía
El género fue descrito por (DC.) Manden. y publicado en Trudy Tbilisskogo Botanicheskogo Instituta 20: 16. 1959.

## Algunas especies
A continuación se brinda un listado de las especies del género Tetrataenium descritas hasta julio de 2013, ordenadas alfabéticamente. Para cada una se indica el nombre binomial seguido del autor, abreviado según las convenciones y usos.
- Tetrataenium aquilegifolium (C.B.Clarke) Manden.
- Tetrataenium bivittatum (H.Boissieu) Manden.
- Tetrataenium burmanicum (Kurz) Manden.
- Tetrataenium candicans (Wall. ex DC.) Manden.
- Tetrataenium candolleanum (Wight & Arn.) Manden.
- Tetrataenium canescens (Lindl.) Manden.